# Тарасов, Николай Николаевич
Николай Николаевич Тарасов (род. 6 апреля 1952 года, дер. Новокаменка, Ельцовский район, Алтайский край) — советский и российский учёный-правовед, доктор юридических наук, доцент, почётный работник высшего профессионального образования Российской Федерации. Индекс Хирша — 11.

## Биография
Родился 6 апреля 1952 года в деревне Новокаменке Ельцовского района Алтайского края в семье колхозников.
Окончил среднюю школу в 1969 году. После окончания средней школы работал чернорабочим на заводе железо-бетонных изделий (ЖБИ) Свердловской железной дороги. С 1970 года по 1972 год он служил в рядах Советской армии. В 1972 году Н. Н. Тарасов поступил в Свердловский юридический институт. После окончания СЮИ в 1976 году он поступил в очную аспирантуру на кафедру теории государства и права.
В 1979 году Н. Н. Тарасов защитил кандидатскую диссертацию на тему «Роль социально-психологических факторов в правовом регулировании». С 1979 года работает на кафедре теории государства и права УрГЮУ преподавателем, старшим преподавателем, доцентом, профессором. В 1984 году прошёл научную стажировку в Институте публичного права Боннского университета (ФРГ).
С 1994 года по 2003 год — директор Института внешнеэкономических отношений и права УрГЮА.
В 2002 году Н. Н. Тарасов защитил докторскую диссертацию на тему «Методологические проблемы современного правоведения».
С 2003 года по 2017 год — проректор по научной работе Уральского государственного юридического университета.
Награды:
- Почетная грамота Министерства образования Российской Федерации, 2001 г.
- Медаль «За заслуги в защите прав и свобод граждан» I степени, 2006 г.